# Лозен (област Пазарджик)
Вижте пояснителната страница за други значения на Лозен.
Лозен е село в Южна България. То се намира в община Септември, област Пазарджик.

## География
Село Лозен се намира в югозападните покрайнини на пазарджишкото поле. Разположено на двата бряга на Селска река, която е десен приток на Чепинска река, течаща на около един километър на запад. Надморската височина на селото е 230 m. През селото минава международният път София-Пловдив. Намира се на 13 km от областния град Пазарджик. Близките села до него са: Братаница, Ветрен дол, Варвара, Ковачево и общинският център Септември.

## История
През 1633 г. на територията на днешното село е имало само турско население и няколко турски кашли (овчарници). Оттук селото носи старото си име Ясъ кашли (от турски овчарници). По-късно, на два километра югозападно от тези кашли, възниква старото село Лозен. То се намирало между Ветрен дол и Лозенската река, там където минава днешният асфалтов път за Ветрен дол. След време се появява страшна чумна епидемия, която е описана в „Записките“ на Захари Стоянов. Оцелелите хора се преместили в горния край на селото при Кашлите, за да оцелеят и намерят поминък. И така в ранната турска епоха възниква Уджалар, като малко турско селце, а името Уджалар на турски означава „малко кюше или ъгъл“. По-късно турците от това селце изчезнали и то се населило изцяло с българско население, а приходящи били само циганите, които идвали да работят временно. Така селото се разделило на две – Исши (Ясъ) кашли и Уджалар. Това проличава по-късно, когато са намерени две турски гробища – едното на север от Лозен, другото на изток. Българските гробища са стари и нови. Старите са близо до коритото на Чепинска река. След прииждането на реката те са преместени по-близо до селото, където се намират и днес. По времето, когато селото е било разделено на Исши кашли и Уджалар, се е смятало, че Уджалар е било по-будно село, защото са си назначили кмет – Стою Тодоров Попов – Кьосето. Враждата между двете села е голяма. Хората се карат за добитък, за имоти, за моми и ергени. Тази вражда остава с поколенията до по-късни години, когато Уджалар се нарича вече „Китай махала“. През 1876 г., когато се подготвя Априлското въстание, хора от Исши кашли взимат участие в тайния комитет на Васил Левски, който се намира в Кьосе Моратово – днешна Братаница.
Според народното предание селото е опожарено от кърджалии. Според турски документи от 7 май 1845 г., намиращи се в архива на Народната библиотека в София, Татарпазарджишкото село Ясъкашла е владение на турски големец (бей).
С Указ № 104 от 25 март 1902 г. двете села Исши кашли и Уджалар се обединяват и образуват старото село Лозен. Един вид Уджалар остава част от махала.
До 1978 г. селото е част от община Варвара.

## Обществени институции
- ЦДГ „Детски рай“, сградата на детската градина е открита официално през 1991 г.
- ОУ „Христо Смирненски“ – училището е построено през 1930 г.
- Народно читалище „Просвета“ е основано през 1929 г. от будния читалищен деятел Стоян Вълчев. То развива културния живот и изучава традициите и краезнанието на селото.
- Църквата „Света Петка“ е построена през 1895 г. Сградата е изписана с автентични икони, които са обновени и реставрирани от художничката Елена Цанкова от с. Лозен по случай стогодишнината през 1995 г.

## Редовни събития
- Празникът на Лозен се нарича „Ден на плодородието“. От 2008 г. се празнува в последната събота на август.
- Традиционният местен кукерски празник се представя на Васильоден (1 януари). Големи и малки се маскират, облечени в карнавални костюми и обикалят селото да прогонят злите духове, като сурвакат за здраве и късмет стопаните.
- Църквата „Света Петка“ отбелязва храмовия си празник Петковден (14 октомври) с тържествен водосвет и курбан за здраве и берекет на селото.

## Спорт
Футболният клуб на селото се казва „Тракия“ – Лозен. През 2008 г. стадионът на селото е обновен и е именуван на „Георги Бенковски“ – това име е носел клубът до 1979 г., преди да се преименува на „Тракия“. Основател на футболния клуб в Лозен е Фердинанд Попов.